# Pristis amblodon
Pristis amblodon es una especie extinta de pez sierra de la familia Pristidae. Según la Paleobiology Database, estuvo durante las épocas Eoceno y Mioceno. Se encontraba en zonas costeras y estuarios.